# Yinlong Dao
Yinlong Dao (kinesiska: 银龙岛, 塔拉巴罗夫岛) är en ö i Kina. Den ligger i provinsen Heilongjiang, i den nordöstra delen av landet, omkring 670 kilometer nordost om provinshuvudstaden Harbin.
Genomsnittlig årsnederbörd är 933 millimeter. Den regnigaste månaden är juli, med i genomsnitt 187 mm nederbörd, och den torraste är januari, med 15 mm nederbörd.